# Рексъм
Вижте пояснителната страница за други значения на Рексъм.
 Рѐксъм  (на английски: Wrexham; на уелски: Wrecsam, Урѐксам) е административна единица в Уелс, със статут на графство-район (на английски: county borough). Административната единица е създадена със Закона за местното управление от 1994 г. чрез обединяване на териториите на историческото графство Денбишър, включващо град Рексъм и две области от историческото графство Флинтшър. Областта се намира в Северен Уелс и граничи с Поуис на юг, Флинтшър и Денбишър на запад.

## Градове
- Рексъм
- Чърк

## Села
- Кевн Маур